# 台湾南部地震 (2016年)
台湾南部地震（たいわんなんぶじしん）は、2016年2月6日午前3時57分（UTC+8）に中華民国（台湾）南部の高雄市を震央として発生したマグニチュード(M)6.6の地震である。震央から高雄美濃地震、被害の大きい地域から台南地震、発震日時から206大地震とも呼称された。

## 概要
2016年2月6日午前3時57分26.1秒に台湾南部の高雄市美濃区（屏東市の北約27.1kmの地点）を震央として発生した地震で、震源の深さは14.6km。地震の規模は中央気象局ではリヒターマグニチュードを6.6、モーメントマグニチュードは6.5、アメリカ地質調査所はモーメントマグニチュードを6.4としている。この地震によって台南市新化で最大震度の7級を記録した他、雲林県草嶺で震度6級、嘉義市中心部でも震度5級の強い揺れを観測した。
金門県、澎湖県や中国大陸東南部沿岸の福建省泉州市、漳州市、厦門市、莆田市、広東省梅州市、潮州市、浙江省杭州市でも揺れを観測。
また、アメリカ地質調査所では台南市新化区でメルカリ震度（MMI） VIII、高雄市美濃区と嘉義市中心部でMMI VIIの強い揺れが報告されている。香港天文台では市民100人以上が揺れたのと報告が寄せられた。

### 各地の震度
台湾内における各地の震度（中央気象局震度階級）は以下の通り。
| 最大震度 | 県市地区                               |
| 7級      | 台南市                                 |
| 6級      | 高雄市、雲林県                         |
| 5級      | 屏東県、嘉義県、嘉義市                 |
| 4級      | 台東県、澎湖県、彰化県、南投県、台中市 |
| 3級      | 花蓮県、苗栗県、宜蘭県                 |
| 2級      | 新竹県、新竹市、桃園市、新北市、台北市 |
| 1級      | 基隆市                                 |
| -------- | -------------------------------------- |

### メカニズム

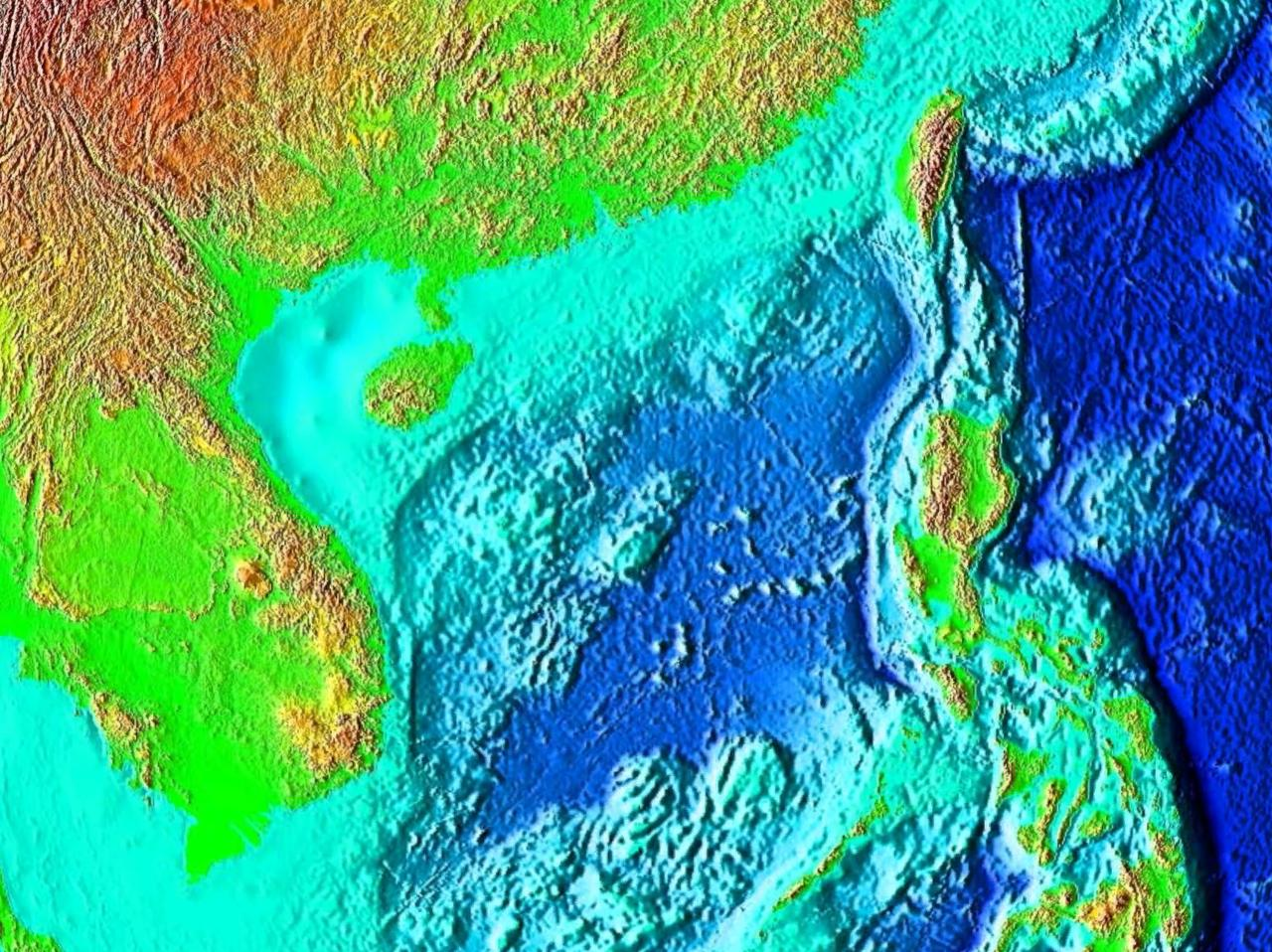
台湾島は琉球海溝の西端とマニラ海溝の北端に位置する。

台湾はフィリピン海プレートとユーラシアプレートが約8cm/年の速度で衝突している収束型境界であり、世界の中でも地震が多い地域の一つである。このプレートの衝突によって震源周辺では、左鎮断層、新化断層、甲仙断層、旗山断層など逆断層、或いは横ずれ断層の活断層が複雑に密接して分布してることが分かっていた。また、震源からやや離れた台南で被害が集中していることについて、嘉南平原に堆積する軟弱地盤の沖積層によって発生した焦点効果が原因として指摘されている。この焦点効果によって、台南市では強震動継続時間や卓越周期が山間部と比較して長くなったと見られている。東京大学地震研究所の平田直教授（地震学）は「台湾はプレート境界付近にあり、地下の境界の構造が複雑になっている。このため、日本と同じかそれ以上に地震が起きやすい場所である。今回の規模の地震は過去にも数多く発生しており、本震でダメージを受けた建物が倒壊することもあるため、今後も余震に注意すべき」と話した。また、建物倒壊の原因は長周期地震動の可能性もある。

### 余震
2016年2月8日現在までで余震とみられる有感地震は17回発生しており、最大の地震は本震3分後に発生したM4.9、最大震度3級。
| 時間(NST)             | 震央         | 規模 | 深さ    | 最大震度 |
| --------------------- | ------------ | ---- | ------- | -------- |
| 2016年5月22日04時05分 | 高雄市美濃区 | 5.2  | 18.9 km | 5級      |
| 2016年2月6日04時00分  | 台南市帰仁区 | 4.9  | 28.9 km | 3級      |
| 2016年2月6日04時01分  | 台南市新市区 | 4.3  | 31.1 km | 3級      |
| 2016年2月6日04時03分  | 台南市帰仁区 | 4.5  | 27.0 km | 3級      |
| 2016年2月6日04時12分  | 台南市帰仁区 | 3.8  | 31.9 km | 2級      |
| 2016年2月6日04時18分  | 台南市関廟区 | 4.2  | 31.5 km | 3級      |
| 2016年2月6日05時07分  | 台南市新化区 | 4.4  | 25.1 km | 3級      |
| 2016年2月6日05時13分  | 台南市新化区 | 3.7  | 29.9 km | 2級      |
| 2016年2月6日06時14分  | 台南市龍崎区 | 3.7  | 33.1 km | 1級      |
| 2016年2月6日07時07分  | 台南市帰仁区 | 3.9  | 32.5 km | 2級      |
| 2016年2月6日21時41分  | 台南市関廟区 | 4.1  | 30.5 km | 2級      |
| 2016年2月8日11時22分  | 台南市楠西区 | 3.5  | 15.5 km | 2級      |
| 2016年2月8日17時54分  | 高雄市六亀区 | 4.3  | 19.2 km | 2級      |
| 2016年2月10日03時56分 | 台南市帰仁区 | 3.8  | 31.1 km | 1級      |
| 2016年2月10日08時40分 | 台南市大内区 | 3.6  | 22.6 km | 2級      |
| 2016年2月10日14時37分 | 高雄市六亀区 | 3.6  | 15.2 km | 2級      |
| 2016年2月10日21時34分 | 高雄市六亀区 | 4.0  | 15.3 km | 2級      |
| 2016年2月10日21時37分 | 高雄市六亀区 | 4.1  | 15.4 km | 1級      |

## 被害と影響

### 建造物

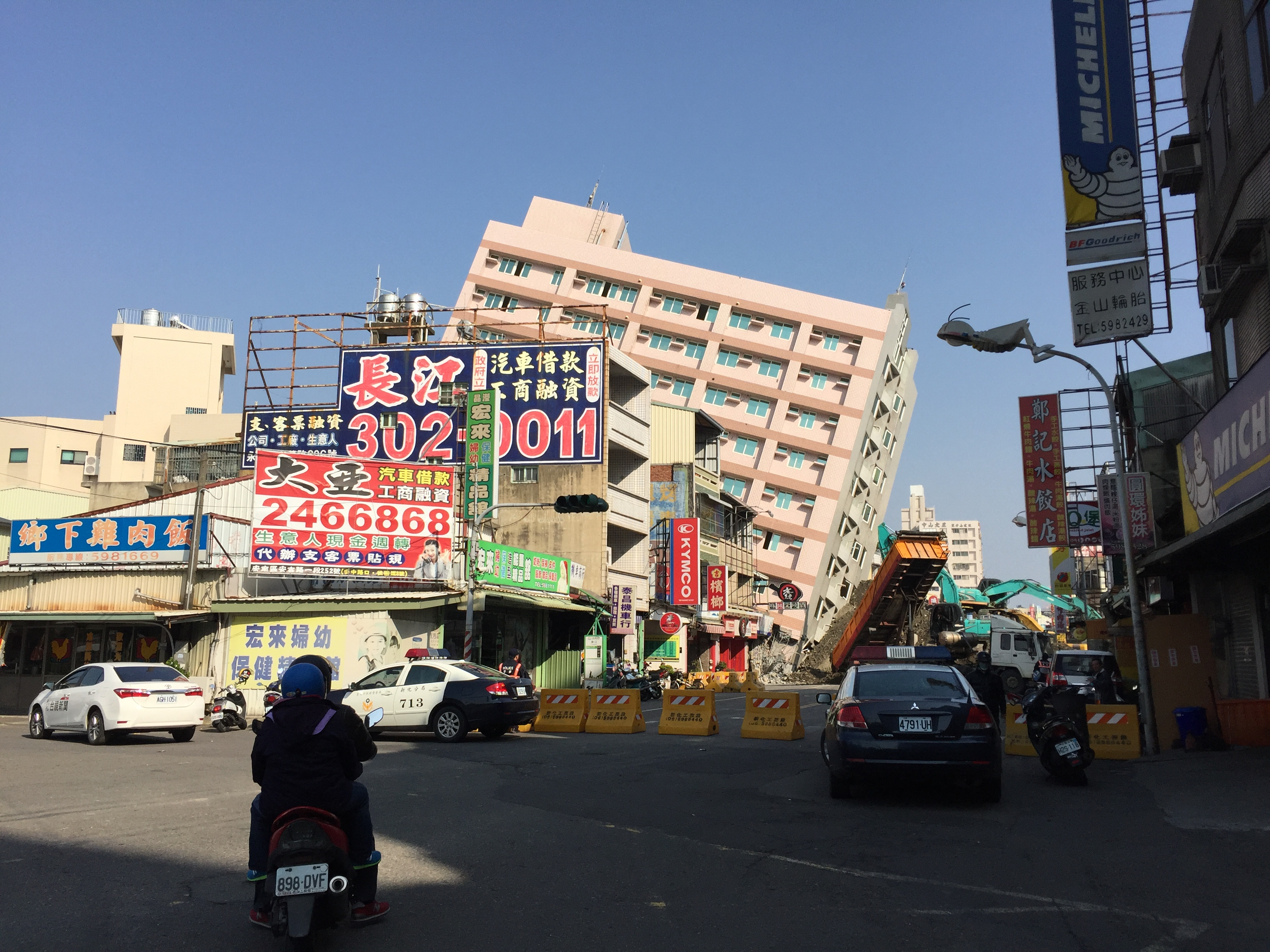
傾倒した京城銀行新化支店

- 台南市では9棟が全壊し、5棟が傾くなどし[24]、台南市全体で500人以上が負傷した[25]。このうち永康区では、地上16階・地下1階の高層ビル「維冠金龍大樓」が横倒しに倒壊し、地震全体の死者の9割以上に当たる115人の死亡が確認された[26][27][7][28]。
- 雲林県虎尾鎮建国一村で落下物により2人が負傷し病院に搬送された[29]。
- 高雄市にある市定古跡旗山天后宮の牌坊の装飾が落下し砕け散る被害が出た[30]。

### 交通
- 台湾高速鉄道は台中駅以南の運行を全面運休した[31]が、2月7日夜から運転再開した[32]。

### 電力と水力
- 台南市と高雄市で約16.8万戸が停電した[33][31]。
- 台南市で約40万戸断水した[33]。
- 嘉義市で民家一戸が天井から倒壊し、ガス漏れやエレベータに閉じ込められた報告がそれぞれ1件。5件の水道管破裂の被害が出た[34]。
- 雲林県北港と嘉義県東石郷で地震により水道管が破裂。同日に別のに切り替え水の供給にこぎつけた[34]。

### 産業
- 台湾セミコンダクター・マニュファクチャリング では、台南ファクトリーの一つでシリコンウェハーに被害が生じたが、製品出荷には影響はないと発表した。[35] ユナイテッド・マイクロエレクトロニクス株式会社（聯華電子） は、地震により製造ラインの安全装置が起動して自動停止したため、操業再開には装置の再調整が必要になるだろうと報じており、台南地域に集積された他の電子部品製造企業において幾らかの被害が生じている。[35]

## 対応

### 政府・自治体
馬英九総統は当日午前に航空機で被災地を視察した後、台南市に設置された現地対策本部を訪問。その後新北市の災害対策センターで指揮にあたる。地震発生から72時間が過ぎると被災者の生存率が急激に下がるとされ、台南市は72時間が過ぎると重機を使った瓦礫の撤去作業を開始したが、行方不明者の家族は「生存者を傷付ける可能性がある」と抗議した。

#### 16階建てビル「維冠金龍大樓」について
この倒壊したビルは、柱などの中に複数のサラダ油や塗料の缶が埋め込まれているのが見つかり、内政部は手抜き工事の可能性があるかどうか調べる方針である。2月9日、台湾検察当局はビルの建設を担当した会社の元社長ら幹部3人を業務上過失致死容疑で逮捕した。このうち、業務上過失致死などの容疑で拘束されたある人物は「もう忘れた」などと容疑を否認しているほか、友人に「20年以上前のマンションだから倒れても仕方ない」と話していた。更に、この人物は4つの名前を使い分けていた。検察当局の調べで、ビルの1階から5階の梁や柱に用いられた補強用の鉄筋は、構造計算書に記された量の半分しか使われていないなど、設計図と実際で構造が異なっていることがわかった。また、ビルの1階から4階では壁を打ち抜く改築工事が行われていたため、これが強度を低下させて崩壊の一因になった可能性があるとされる。12日、ビル近くで慰霊祭が行われ、馬英九総統も参加した。

### 国外
- 日本 - 当日、安倍晋三内閣総理大臣が馬英九総統に「亡くなられた方々へのご冥福を心からお祈りするとともに、被害に遭われた方に対し、心からお見舞い申し上げます」「この困難な時に日本は台湾に必要な支援を何でも供与する用意があります」とメッセージを送った[43]。8日、記者会見にて救助や復興のため台湾赤十字社に100万ドル(約1億2000万円)の支援実施を発表[44]。
外務省緊急人道支援課・警察庁国際課・東京消防庁警防部特殊災害課・海上保安庁警備救難部救難課・JICA（国際協力機構）国際緊急援助隊事務局緊急援助第二課の5名からなる先遣隊が発生翌日20時に被災地に到着。[45]台南市長および市の対策本部と支援内容を調整、救助チーム本隊の派遣は見送ったが、交流協会高雄事務所との協議で4リットルの折り畳み式貯水容器や4×50メートルの防水シート200枚を送ることにし[46]、翌日到着した。[47]
  - 自治体 - 東日本大震災（以下、震災）で被災した自治体などが募金を受け付けている（震災の際、台湾は世界で2番目に多い義援金を日本に贈った[48]）。
    - 南三陸町（宮城県本吉郡） - 震災時、台湾紅十字会から約20億円の義援金を受け、公立志津川病院を再建した。同会に100万円の義援金を贈ることを決めた[49]。
    - 仙台市（宮城県） - 台南市と交流促進協定を締結しており、震災時、同市から約1億3700万円の支援金を受けた[50]。
    - 名取市（宮城県）[50]。
    - 南相馬市（福島県） - 震災後、中華民国紅十字会からの支援で災害公営住宅4棟を建設した[51]。
    - 岩手県 - 達増拓也知事が馬英九総統に見舞状を送った[51]。
    - 加賀市（石川県） - 維冠金龍ビル（中国語版）倒壊により、本地震の人的被害の大半を被った台南市の友好都市。台南市への義援金受付を2月9日に始めたところ[52]、東日本大震災の被災地を始め全国から1000万円余りが集まり、翌月送金した[53]。

  - 民間
    - 24時間テレビチャリティー委員会 - 2月10日、日本赤十字社に500万円の救援金を贈呈した[54]。
    - ヴィッセル神戸 - 「楽天クラッチ募金」を通じ、選手会・ネルシーニョ監督・スタッフ・クラブ職員らが合計50万円の義援金を台南市に送った[55]。
    - Yahoo! JAPAN[56]
    - 宝塚歌劇団・阪急電鉄・阪神電鉄 - 東京の台北経済文化代表処を通じ、義援金300万台湾ドルを寄贈した。[57]
    - 山口大学 - 山口大学国際総合科学部の学生20名が台北の立法院で蔡其昌立法院副院長に義援金40万円を手渡した。[58]
    - 日本赤十字社に集まった2.8億円の救援金が台湾の台湾赤十字組織に送られた。[59]
- 中華人民共和国 - 当日、李克強国務院総理は慰問の意を表明[60]。国務院台湾事務弁公室は行政院大陸委員会に対し、救援に協力する意向を示した。また、中国紅十字会は中華民国紅十字会に200万人民元の緊急義捐金を送付すること、救援隊や救援物資の準備があることを表明した[61]。
  -  香港 - 香港政府は、犠牲者の親族に深い哀悼の意を表明。負傷者の早い回復を祈った。[62]
  -  マカオ - 崔世安マカオ特別行政区行政長官は、台湾南部のM6.7の地震に関心を持ち、被災者に対して心からのお見舞いのメッセージを送った。台湾経済文化事務所を通して随時必要に応じて支援を行うことを表明[63]。
- シンガポール - リー・シェンロン首相は、救援活動を支援する意思を表明し、救助隊の待機をさせた[64]。
- アメリカ合衆国 - 台北事務所を通して哀悼の意を表明[65]。
- 韓国 - 韓国政府は災害支援するために必要な支援を提供する意思を表明。台南市災害救援と復興作業を容易にするために、赤十字を通じて100,000USD寄付すると述べた[66]。また、民間の救難団体の隊長級3名が駆けつけたが、言葉が通じず救助活動に参加できなかった[67][68]。